# Гапсельга
Гапсельга — самая высокая вершина Ленинградской области и вторая по высоте Вепсовской возвышенности , ее высота составляет 291 метр. К северо-востоку от горы расположено Чогозеро, его высота над уровнем моря всего на 42 метра ниже. В сторону горы ведет трасса вдоль реки Оять, она считается сложной даже для внедорожников. До вершины придется добираться пешком, так как вокруг много поваленных деревьев. С возвышенности открывается вид на лес.
Находится на востоке региона, недалеко от границы с Вологодской областью в пределах Вепсовской возвышенности — это северо-восточное продолжение Валдайской возвышенности.